# Денисово (Гродненская область)
Дени́сово (бел. Дзянісава) — деревня в Козловщинском сельсовете Дятловского района Гродненской области Белоруссии. До 2003 года деревня являлась центром упразднённого Денисовского сельсовета. По переписи населения 2009 года в Денисово проживал 431 человек. Площадь сельского населённого пункта составляет 41,54 га, протяжённость границ — 3,81 км.

## Этимология
Деревня названа в честь заслуженного колхозника, участника штурма Зимнего дворца и гражданской войны в России Р. Денисика.

## География
Денисово расположено в 20 км к юго-западу от Дятлово, 154 км от Гродно, 28 км от железнодорожной станции Слоним, в 1 км от шоссе М11 E 85 Граница Литовской Республики — Лида — Слоним — Бытень.

## История
Деревня Денисово построена на месте хутора в 1963 году.
В 1971 году Денисово подчинялось Козловщинскому горпоселковому Совету. В деревне имелось 62 домохозяйства, проживало 223 человека.
В 1996 году Денисово являлось центром Денисовского сельсовета и колхоза «Слава труду». В деревне насчитывалось 135 домохозяйств, проживало 403 человека.
30 декабря 2003 года Денисово было передано из упразднённого Денисовского сельсовета в Козловщинский поселковый совет.
26 декабря 2013 года деревня вместе с другими населёнными пунктами, ранее входившими в состав Козловщинского поссовета, была включена в новообразованный Козловщинский сельсовет.